# Blue Eagles
«Голубые Орлы» (англ. Blue Eagles) — вертолётная аэробатическая группа армейской авиации Великобритании. Выступает на многоцелевых вертолётах Sud-Aviation Gazelle, также имеет вертолёты других марок.
Команда выступает на авиасалонах и других массовых мероприятий по всей Великобритании. «Голубые Орлы» были сформированы в 1968 году.